# Società Italiana Avionica
La Società Italiana Avionica (SIA), nasce nel 1969 (nel Gruppo STET dell'IRI fino al 1980), specializzata nella progettazione, sistemi elettronici e nel software, come consorzio italiano per lo studio e la realizzazione del sistema Avionico nel progetto MRCA - PANAVIA Tornado. All'interno del consorzio ne fecero parte le principali aziende con maggiori competenze elettroniche italiane: CGE-Fiar, Selenia, Microtecnica e Teleavio (quest'ultima composta da Marconi Italiana, Montedel e SIT-Siemens). Il consorzio internazionale, Avionica Engineering GmbH, con sede a Monaco, confluita nel 1971 in Panavia Aircraft GmbH, ebbe la responsabilità di pianificare, di coordinare le attività e di definire gli equipaggiamenti elettronici di cui doveva essere dotato il velivolo.

## Storia
Successivamente al 1980, ha partecipato a numerosi progetti, sempre nell'ambito delle sue competenze. Di rilievo la collaborazione con il CSELT per il Java Enable MPEG-4 Services. A fine 2005 incorpora per fusione Teleavio ed all'inizio del 2006 diventa Alenia Sia. Nel 2012 nasce la nuova Alenia Aermacchi, dalla fusione di tra Alenia Aeronautica e le sue controllate Alenia Aermacchi, Alenia Aeronavali e Alenia SIA. Dal 1 gennaio 2016, come per le altre controllate, le strutture sono poste sotto il nome della capogruppo Leonardo (nome assunto da Finmeccanica da gennaio 2017).

## Attività sviluppate
- Software per il Navigation Computer NSCAC (Non-Safety Critical Armament Controller) del velivolo EF 2000 Typhoon
- Software MLS (Microwave Landing System) e DME-P (Distance Measuring Equipment-Precision) dei velivoli EF2000 Typhoon e Panavia Tornado
- software MMR ( Multi Receiver Mode) per il  Main Computer del velivolo Panavia Tornado